# Adriaan Linters

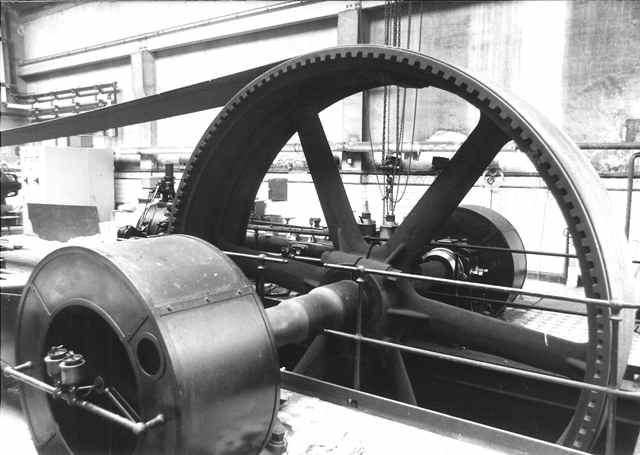
Beschermd industrieel erfgoed in Gent

Adriaan Linters (Hasselt, 24 april 1951 - Kortrijk,  31 mei 2025) was een van de grondleggers van  de industriële archeologie in België. Hij was sedert 1971 betrokken bij de ontwikkeling en het behoud van de industriële archeologie binnen het cultureel erfgoed.

## Levensloop
Na Latijns-Griekse humaniora aan het koninklijk atheneum van Hasselt, haalde Adriaan Linters aan de Rijksuniversiteit Gent zijn licentiaat geschiedenis nieuwste tijd (1969-1973). Hij behaalde ook diploma's aan het Muziekconservatorium van Hasselt: notenleer (1965) en muziekgeschiedenis (1970). Hij volgde aan de RUG een cursus postgraduaat ‘Stedenbouw’ (1974). Met een studiebeurs volgde hij daarna in Groot-Brittannië in 1975 een cursus industriële archeologie (University Bath, o.l.v. prof. Angus Buchanan) en adult education courses (University of Southampton, o.l.v. dr. Edwin Course). In 1994 behaalde hij nog een getuigschrift Bedrijfsbeheer voor KMO (Vormingsinstituut voor KMO West-Vlaanderen). Na zijn studies en na met een West-Vlaamse getrouwd te zijn, vestigde hij zich in Kortrijk.
Hij was achtereenvolgens:
- Voorzitter van de Vlaamse Geschiedkundige Kring VGK (1971-73), RUG.
- Mede-oprichter van de Werkgroep Industriële Archeologie Rijksuniversiteit Gent (WIARUG) in 1971 (eerste organisatie voor industriële archeologie in België).
- April-juni 1974: leraar geschiedenis aan het Provinciaal Hoger Instituut voor Kunstonderwijs, Hasselt.
- April 1974 - 14 januari 1975: deeltijds wetenschappelijk medewerker aan het Centrum voor Industriële Archeologie (Koninklijke Bibliotheek, Brussel) - voorbereiding eerste tentoonstelling over industriële archeologie in België ‘En toen kwam de machine. Kennismaking met de  Industriële Archeologie’ (Brussel, Passage 44, 1975).
- Script en wetenschappelijke leiding van de tv-productie Het Zwarte Archief (BRT, Dienst Wetenschappen, 1976: eerste film over industriële archeologie van Vlaanderen).
- 15 januari 1975 - 14 april 1975: wetenschappelijk medewerker Rijksuniversiteit Gent (Seminarie voor Nieuwste Geschiedenis: onderzoek industriële archeologie).
- Juli 1975 - 31 december 1978: wetenschappelijk medewerker bij de Rijksdienst voor Monumenten- en Landschapszorg: inventarisatie industriële archeologie.
- 15 maart 1979 - oktober 1983: project-coördinator van het 'Project Industrieel Erfgoed' (Provinciebestuur van Limburg).
- Oktober 1983 - 30 oktober 1985: diensthoofd bij het Provinciaal Museum voor het Industrieel Erfgoed in Limburg;
- September 1983 - 1998: diverse onderwijsopdrachten bij het Hoger Architectuurinstituut St.-Lucas Gent (nu Hogeschool voor Wetenschap en Kunst, Departement Architectuur) en bij het postgraduaat Monumentenzorg (nadien 'Instituut voor Conservatie en Restauratie'), algemene coördinatie 'Instituut voor Conservatie en Restauratie' 1994-1998 (instituut opgeheven, 1998, na fusie hogescholen).

Vanaf 1985 vestigde hij zich als zelfstandig en onafhankelijk erfgoedconsulent, gespecialiseerd in industrieel erfgoed. In deze hoedanigheid was hij werkzaam in uiteenlopende activiteiten:
- 1998 - 2002: docent bij de Hogeschool voor Wetenschap en Kunst, Departement Architectuur (cursussen 'theorie monumentenzorg', keuzevak ‘tendenzen in erfgoedzorg’, seminaries 'herbestemming gebouwen' en 'industriële cultuur'; atelierleider monumentenzorg 4de jaar architectuur) - activiteit stopgezet 2003 (omwille van familiale omstandigheden). In het kader van deze ateliers werden verschillende studentenprojecten begeleid rond herbestemming van gebouwen, museumontwikkeling, ontsluiting van cultureel erfgoed en uitbouw van culturele infrastructuur.
- Docent ‘Institutions Culturelles Internationales’ en gastdocent 'industrieel erfgoed in België en Nederland' aan de Université d'Arras (I.U.P. des Métiers des Arts et de la Culture, Patrimoine et Tourisme), Arras - activiteit stopgezet 2003 (omwille van familiale omstandigheden) - gastdocent 'industrieel erfgoed in België’ (2008-2009).
- Adviseur / lector  voor de Kenniskring Visitor Studies, NHTV Breda (2007-2009).
- Expert voor het UNESCO werelderfgoed dossier van de site Salins-les-Bains / extensie Arc-et-Senans (France) World Heritage voor UNESCO/Icomos (2008);
- Voorzitter C/R Forum, Vlaamse beroepsvereniging van conservatoren-restauratoren (2009-2014).
- Voorzitter vtb-Kultuur afd. Kortrijk (2009-2015).
- Mede-oprichter en lid adviesgroep ‘Interpret Europe’, van de European Association for Heritage Interpretation (2010-2014) - lid van de werkgroep ‘architectuur’ van Interpret Europe (2019-...).
- Docent jaarlijkse vijfdaagse cursus ‘Inleiding tot de Industriële Archeologie’ voor de Vlaamse Vereniging voor Industriële Archeologie.
- Expert UNESCO-werelderfgoed voor de evaluatie ‘Erzgebirge' (Duitsland/Tsjechië) (sept. 2015).
- Coördinator Vlaanderen en adviseur industrieel erfgoed van het Europees COSME-project ‘EumillennialsTOUR’ (2015-2016, educatief industrieel erfgoedtoerisme voor jongeren vanaf 15 jaar) en van het COSME-project “Genius Loci’ (2016-2017, behoud, promotie en ontsluiting van industrieel erfgoed van KMO’s); coördinator en expert voor EFAITH in het Erasmus+ project ‘HECTOR’ (educatie inzake industrieel erfgoed voor de toeristische sector, 2019-2022).
- Lid beheerraad Vlaams-Nederlandse Stichting Erfgoed (Nederland, 2000-2017), en lid redactie Vlaams-Nederlands tijdschrift Erfgoed van Industrie en Techniek (2017-...).
- Lid van het stakeholders committee van de Europese Commissie voor de begeleiding ‘European Year of Cultural Heritage 2018' (2017-2018).

## Verenigingen
- Stichtend voorzitter van de Vlaamse Vereniging voor Industriële Archeologie (1978-2020).
- Medestichter van E-FAITH, European Foundation of Industrial and Technical Heritage (1997) en algemeen secretaris (sedert 2002).
- Bestuurder van Kleio, heritage consultants (1992-2019).
- Bestuurder van bvba Conservare (1992-2014).
- Lid van de Koninklijke Commissie voor Monumenten en Landschappen (1993-2014), lid Vlaamse Commissie Onroerend Erfgoed VCOE (2014-).
- Bestuurder Europa Nostra Belgium (1998-).

In oktober 2019 ontving hij, tijdens de European Cultural Heritage Summit, de European Heritage Award/Europa Nostra voor ‘dedicated services’. 
Hij was jarenlang lid van de Koninklijke Commissie voor Monumenten en Landschappen (1993-2014) en is lid van de Vlaamse Commissie Onroerend Erfgoed VCOE (2014-)

## VVIA
Linters was de stichter van de Vlaamse Vereniging voor Industriële Archeologie.

## Publicaties
Naast boeken en brochures, publiceerde Linters meer dan 200 bijdragen in tijdschriften en andere publicaties.
- Het verenigingsleven te Hasselt 1831-1880, licentiaatsthesis (onuitgegeven), RUG, 1973.
- (samen met Guido Jan Bral) Architektuur van een industriële periode, Parijs ... en Gent, Gent, WIARUG, 1977.
- (samen met A. Van Doorslaer & L. Vandebergh) Beringen-Mijn : wonen en werken, Hasselt, Provincie Limburg, 1979.
- (samen met  A. De Laveleye & Karel Bogaerd) Spoorwegen in België, Gent, VVIA, 1985.
- Industriële architectuur in België - Architecture industrielle en Belgique - Industrial architecture in Belgium, Mardaga, Luik, 1986.
- De groei van een industriële samenleving, Gent, VVIA, 1986.
- (samen met Geert Debleeckere) Een verleden voor de toekomst: industriële archeologie in Vlaanderen, Antwerpen, EBES, 1986.
- (samen met M. De Taeye) Industrieel erfgoed, industriële archeologie in Vlaanderen : op zoek naar de wortels van Flanders' Technology, Gent, VVIA, 1987.
- De Vlaamse Ardennen: Oudenaarde, Ronse en de Zwalmvallei, Gent, Vlaamse Vereniging voor Industriële Archeologie, 1987.
- De wortels van Flanders Technology: industrieel erfgoed, industriële archeologie in Vlaanderen, Leuven, Kritak, 1987.
- (samen met Albert Himler) Langs Schelde en Rupel: van Antwerpen-Zuid tot Boom, Gent, Vlaamse Vereniging voor Industriële Archeologie, 1987.
- Jenever en steenkool: van Hasselt naar Beringen en Genk', Gent, Vlaamse vereniging voor industriële archeologie, 1987.
- Per kanaal door Brussel: van Vilvoorde naar Halle, Gent, Vlaamse Vereniging voor Industriële Archeologie, 1987.
- 3 eeuwen stoom, Bissegem, Agora, 1988.
- (samen met Ludo Abicht, Herman Balthazar, e.a.) Handen tekort: pleiten voor Vlaanderens industrieel erfgoed, Gent, Vlaamse Vereniging voor Industriële Archeologie, 1990.
- (samen met Godewijn Daled) De Nieuwe Molens te Brugge: leven en verder leven, Brugge, New Trends, 1991.
- De Vlasvallei: industrieel erfgoed in de Leievallei in West-Vlaanderen en Département Nord-Pas de Calais, Kortrijk, 1993.
- Encyclopedie monumentenzorg, Gent, ICR, 1994.
- Wie is wie van het cultureel erfgoed in Nederland en Vlaanderen?, Brussel, Stichting algemeen-Nederlands congres, 1994 & 1995.
- tal van artikels in het Vlaams-Nederlandse tijdschrift Erfgoed van Industrie en Techniek